# Roxanne Simpson
Roxanne Simpson es una personaje secundaria ficticia que aparece en los cómics estadounidenses publicados por Marvel Comics. El personaje se representa como un personaje secundario del superhéroe, Johnny Blaze, también conocido como Ghost Rider.
El personaje hizo su primera aparición en vivo con la actriz Eva Mendes en el papel de la película Ghost Rider.

## Biografía
Con su madre de él, y su padre muerto después de haberlo abandonado, Johnny Blaze fue recogido por Crash Simpson y su familia. Como un niño, que era amigo de la hija de Crash, Roxanne Simpson. Con el tiempo se convirtió en su novia. Después de que Blaze hiciera un trato con el diablo para curar el cáncer de Crash Simpson, Mephisto vino a reclamar el alma de Blaze. Roxanne llegó a la escena, y el uso de una combinación de su alma pura y algunos conjuros místicos que había aprendido mediante la lectura de libros ocultos de Blaze detrás de su espalda, ella fue capaz de conducir al diablo por un tiempo. Gran parte de las primeras aventuras del Ghost Rider se centraron en el diablo tratando de obtener a Roxanne para rescindir su protección de Blaze. Con el tiempo, el diablo se las arregló para engañar a Roxanne para que renuncie a su protección del Ghost Rider, que le hace perder una gran parte de su poder sobrenatural y habilidades. A pesar del fracaso del diablo para derrotar a Blaze, Roxanne se ha dado cuenta de que una gran parte de su "inocencia" era ingenuidad y que ella tenía que irse hasta que ella había madurado emocionalmente.
Con el tiempo, Roxanne tenía amnesia temporal y se olvidó de Blaze. Blaze, convencido de que Roxanne lo había abandonado, se fue por su cuenta. Después de varias aventuras, Roxanne y Blaze se reunieron, y después de que Blaze dejara de ser el Ghost Rider, los dos se casaron y tuvieron dos hijos. La familia se involucró profundamente en el circo Blaze llegó a ejecutar; esto mismo se convertiría en el foco de muchos incidentes sobrenaturales.
Mientras que Roxanne y Blaze estaban de visita largamente con el hermano perdido de Blaze, Dan Ketch, un villano llamado Hellgate apareció. Estaba persiguiendo a la venganza entidad demoníaca como parte de un plan para capturar y utilizar la entidad del Ghost Rider por el poder y el beneficio. Durante la batalla, Hellgate disparó una ráfaga de energía en el coche de Blaze, aparentemente matando a Roxanne y los niños. Sin embargo, los hijos más tarde resultaron vivos y trabajando con el Wendigo.
Roxanne fue restablecida como sirviente demoníaca de Blackheart que lleva el nombre de Black Rose. Ayudó a liberar a las diosas del Olimpo de venganza conocidas como las Furias para destruir al Ghost Rider y su linaje maldito. El ataque diabólico de las Furias fue borrada del plano mortal por las Fuerzas de la Luz, y se encontró acorralado por el trío, Noble Kale, Blaze y la joven hechicera, Jennifer Kale. Black Rose era demasiada débil para defenderse a sí misma y estaba a punto de encontrarse con su muerte a manos de Blaze y su escopeta de fuego infernal, pero Blackheart intervino y puso de manifiesto a través de un mensaje críptico para el trío que Black Rose era Roxanne Simpson.
Black Rose más tarde se casó con el Ghost Rider, Noble Kale. A pesar de que no tenía ninguna memoria de su propio pasado inicialmente, Noble Kale restauró sus recuerdos durante su tiempo como una regla del infierno. Al parecer, la sensación de que Johnny había cambiado, Roxanne decidió dejar a Johnny y continúa creyendo que estaba muerta. Recientemente se reveló que ella y sus niños han muerto y están en el cielo. Pero descubre que sus hijos siguen vivos y capturados por el demonio Ba'al. John continuó buscando a sus hijos, a la espera de que algún día pueda llevar una vida normal.

## Poderes y habilidades
En su vida normal, Roxanne parecía tener una afinidad por lo sobrenatural y una cierta habilidad en la magia. Como Black Rose, podría formar espinas.

## Otras versiones
La versión Ultimate Marvel de Roxanne Simpson-Blaze apareció como la esposa de John Blaze. Tanto ella como su esposo fueron asesinados por un culto como parte de un ritual satánico, pero Johnny fue capaz de convencer a Satanás de que perdonara el alma de Roxanne después de ofrecer una eternidad de servidumbre. Posteriormente fue resucitada sin recuerdos de su asesinato (como parte del trato de Johnny con El Diablo), y luego se casó con un bombero.

## En otros medios

### Cine
En el 2007 la película Ghost Rider, Roxanne Simpson fue interpretada por Eva Mendes y Raquel Alessi jugó la versión más joven del personaje. En una ocasión, Roxanne fue con su padre a ver la actuación de Johnny Blaze y su padre Barton. Después del espectáculo, Roxanne se encuentra con Johnny y le dice que su padre está enviándola a vivir con su madre, su padre considera a Johnny como una mala influencia. La muerte de Barton Blaze, el resultado de un acuerdo forzado entre Johnny y Mefistófeles, hace que Johnny teme de que pueda dañar a Roxanne, y por lo que pone una distancia entre ellos. Muchos años después, Roxanne, ahora adulta en sus treinta y cinco años, es ahora una reportera de noticias. En el stunt show de Johnny, que ella y con entrevistas se encuentra con él. Cuando el programa se inicia, Roxanne se niega a ver el salto de Johnny. Cuando ella es seguido por Johnny, ella trata de perder, pero falla. Tras alcanzarla, Johnny le dice que vaya a cenar. Roxanne acepta, sólo si Johnny no llega tarde. Cuando Johnny Blaze se convierte en el Ghost Rider, comienza a luchar contra el mal, por lo que se olvida de cumplir con Roxanne por la cena. Al día siguiente, entrevista a una mujer diciéndole sobre el incidente de la noche anterior. La mujer le dice a Roxanne que ella fue salvada por un hombre cuyo rostro era una calavera y estaba en llamas. Más tarde, se va a la casa de Johnny, preguntarle por qué se le hizo tarde. Johnny le cuenta la historia de él haciendo un trato con Mefistófeles y cómo se ve obligado a trabajar para él por la noche. Roxanne no le cree acerca de la historia. Después de que Johnny Blaze se transforme en Ghost Rider y sea perseguido por la policía, Roxanne ve a su nueva apariencia y se da cuenta de que él estaba diciendo la verdad. Johnny se fija en ella, pero, después de haber sido disparado por la policía, se va sin decir una palabra. A la noche siguiente, Blackheart, hijo de Mefistófeles, debilita a Roxanne con su poder y la secuestra en un intento de llevar el contrato de San Venganza que el Ghost Rider original, Carter Slade, lo tiene. En el escondite de Blackheart, Roxanne se libera y le dice a Johnny en levantarse, y quiere que se vaya mientras él se ocupa de Blackheart. Cuando Johnny es casi derrotado, Roxanne se las arregla para usar una escopeta dado a Johnny por Carter Slade para ayudarlo. Después de que Blackheart sea derrotado, Roxanne se sorprendió con su apariencia. Cuando Johnny responde "monstruo ...", como él se avergonzaba de su apariencia, ella le dice que "no tiene miedo". Cuando ella le toca como el Ghost Rider, Johnny vuelve a la normalidad. Después de Johnny decide mantener su maldición, él y Roxanne regresan al lugar donde se conocieron en la adolescencia para decir adiós desde que Johnny ha aceptado su destino como el Ghost Rider.

### Videojuegos
- En Marvel: Ultimate Alliance, Roxanne fue una referencia por Ghost Rider.
- Roxanne Simpson apareció en el videojuego Ghost Rider con la voz de Peggy O'Neal.